# Суверенизам
Суверенизам (фр. souverainisme) је идеологија и доктрина која подржава стицање или очување политичке независности нације или региона. Супротставља се федерализму и наднационалним унијама, нагињући уместо конфедерацији или изолационизму, и може се повезати са одређеним покретима за независност.

## Европа
У Европи такви политички покрети имају за циљ "Европу нација" како би свака земља могла да поштује њену независност и разлике. Присталице доктрине сматрају се еврореалистима који се супротстављају евро-федералистима и позивају на конфедералну верзију Европске уније. Дакле, суверенизам је супротан федерализму и обично укључује национализам, посебно у Француској где се странке ослањају на њега.

### Француска
Суверенизам је посебно утицајан у Француској, где је се придржавају бројни политички покрети:
- Француска акција — монархистичка, реакционаристичка странка
- Ла Френс Инсумис — левичарско популистичка странка
- Покрет за Француску — конзервативна странка
- Национални савез — десничарко популистичка странка

### Немачка
Странке са тенденцијама које би се могле описати и као суверенистичке могу се наћи и у Немачкој:
- Алтернатива за Немачку — крајње десничарска, националистичка странка
- Национал-демократска партија Немачке — неонацистичка странка

### Грчка
Странке са тенденцијама које би се могле описати и као сувереисти могу се наћи и у Грчкој:
- Сириза — демократско социјалистичка странка
- Независни Грци — десничарска странка
- Комунистичка партија Грчке — марксистичко-лењинистичка странка
- Златна зора — неофашистичка странка
- ЛАОС — хришћанско десничарска странка

### Италија
Странке са тенденцијама које би се могле описати и као суверенистичке могу се наћи и у Италији:
- КасаПаунд — неофашистичка странка
- Северна лига — десничарска странка
- Браћа Италије — десничарско популистичка странка
- Пламен тробојке — неофашистичка странка

### Србија
У Србији се могу наћи и странке са тенденцијама које би могле да се опишу и као сувереисти:
- Доста је било — десничарска странка
- Српска радикална странка — крајње десничарска странка
- Двери — десничарско популистичка странка
- Српска странка Заветници — крајње десничарска странка

### Шпанија
Странке са тенденцијама које би се могле описати и као суверенистичке могу се наћи и у Шпанији:
- Вокс — десничарско популистичка странка